# Операція «Следжгаммер»
Операція «Следжхаммер» (англ. Operation Sledgehammer) — робочий варіант плану вторгнення англо-американських збройних сил у Північно-Західну Європу в 1942 році. План термінового вторгнення союзних військ до Західної Європи мав головне завдання — якомога швидше висадитися на французьке узбережжя, для того, щоб відкривши Другий фронт, тим самим максимально знизити тиск німецьких військ на Східному фронті проти Радянського Союзу.
План передбачав висадку морського десанту або в районі Шербура або Бреста з послідовним накопиченням союзних сил та засобів й переходом у прорив навесні 1943 року.
На терміновому проведенні операції наполягали СРСР та США, проте на практиці план реалізований не був, через складності підготовки та наслідки рейду на Дьєпп у серпні 1942.